# آلن جی پاکولا
آلن جی پاکولا (به انگلیسی: Alan Jay Pakula) کارگردان، نویسنده و تهیه‌کنندهٔ اهل ایالات متحده آمریکا بود.

## فیلم‌شناسی
| سال  | عنوان                                  | توضیحات                       |
| ---- | -------------------------------------- | ----------------------------- |
| ۱۹۵۷ | Fear Strikes Out                       | تهیه‌کننده                     |
| ۱۹۶۲ | کشتن مرغ مقلد                          | تهیه‌کننده                     |
| ۱۹۶۳ | عشق با غریبه مطلوب                     | تهیه‌کننده                     |
| ۱۹۶۵ | عزیزم باران باید ببارد                 | تهیه‌کننده                     |
| ۱۹۶۵ | درون دیزی کلاور                        | تهیه‌کننده                     |
| ۱۹۶۷ | Up the Down Staircase                  | تهیه‌کننده                     |
| ۱۹۶۸ | ماه دنباله‌دار                          | تهیه‌کننده                     |
| ۱۹۶۹ | فاختهٔ نازا                             | تهیه‌کننده و کارگردان          |
| ۱۹۷۱ | کلوت                                   | تهیه‌کننده و کارگردان          |
| ۱۹۷۳ | Love and Pain and the Whole Damn Thing | تهیه‌کننده و کارگردان          |
| ۱۹۷۴ | نمای پارالاکس                          | تهیه‌کننده و کارگردان          |
| ۱۹۷۶ | همه مردان رئیس‌جمهور                    | کارگردان                      |
| ۱۹۷۸ | سوارکاری می‌آید                         | کارگردان                      |
| ۱۹۷۹ | شروع دوباره                            | تهیه‌کننده و کارگردان          |
| ۱۹۸۱ | واژگونی                                | کارگردان                      |
| ۱۹۸۲ | انتخاب سوفی                            | تهیه‌کننده، نویسنده و کارگردان |
| ۱۹۸۶ | Dream Lover                            | تهیه‌کننده و کارگردان          |
| ۱۹۸۷ | یتیم                                   | تهیه‌کننده و کارگردان          |
| ۱۹۸۹ | بامداد تو را می‌بینم                    | تهیه‌کننده، نویسنده و کارگردان |
| ۱۹۹۰ | بی‌گناه                                 | کارگردان و نویسنده            |
| ۱۹۹۲ | بزرگسالان راضی                         | تهیه‌کننده و کارگردان          |
| ۱۹۹۳ | پرونده پلیکان                          | تهیه‌کننده، نویسنده و کارگردان |
| ۱۹۹۷ | متعلق به شیطان                         | کارگردان                      |